# Tauta
Taʻuta ist eine kleine unbewohnte Insel in der tonganischen Inselgruppe Vavaʻu.

## Geographie
Taʻuta ist ein Motu im Riff von Taunga und liegt östlich von Taunga zusammen mit Lekeleka (S) und Ngau. Im Osten liegt in einigen Kilometern Entfernung Fonuaunga. Die nächstgelegene Insel im Norden ist Lautala.

## Klima
Das Klima ist tropisch heiß, wird jedoch von ständig wehenden Winden gemäßigt. Ebenso wie die anderen Inseln der Vavaʻu-Gruppe wird Taʻuta gelegentlich von Zyklonen heimgesucht.